# Living for the Weekend
Living for the Weekend (рус. "Живущие ожиданием выходных") — пятый студийный альбом британско-ирландской девичьей поп-группы The Saturdays, вышедший в 2013 году.

## Синглы
- "30 Days" (с англ. — «30 дней»), релиз 11.05.2012, первый сингл с альбома, попавший на 7 строчку британского чарта. Песня "Turn Myself In" первоначально должна была войти в предыдущий альбом группы, "On Your Radar", но в конечном итоге была выпущена как би-сайд этого сингла.[1] Видеоклип на "30 Days" снимался в лондонском ресторане. По сюжету солистки отправляются пообедать и случайно оказываются в кафе быстрых свиданий. В виду беременности Уны Хили и её нежелания слишком демонстрировать живот, в клипе очень много крупных планов.[2]

- "What About Us" ft. Sean Paul (с англ. — «А как же мы»), релиз 18.12.2012, второй сингл с пластинки и первый международный сингл группы, принесший The Saturdays заветную первую строчку Британского Чарта. Песня озаглавила дебют группы на американском рынке, а клип на неё демонстрирует прогулки солисток по улицам Лос-Анджелеса.[3]
- "Gentleman" (с англ. — «Джентльмен»), релиз 28.06.2013, третий сингл. Шуточный видеоклип явил солисток в образе гламурных домохозяек, вероятно ссылаясь на популярный сериал, одновременно с этим девушки предстали и в мужских костюмах - в качестве собственных возлюбленных. Несмотря на интересную задумку и, по словам Фрэнки Сэндфорд, "необычное для группы звучание"[4], сингл занял всего лишь 14 место.
- "Disco Love" (с англ. — «Диско-любовь»), релиз 04.10.2013, четвёртый сингл и пятая строчка чарта. В этом релизе The Saturdays обратились к теме диско - помимо многочисленных отсылок к этому стилю в самой песне[5], в качестве би-сайдов были выпущены каверы песен Эвелин Кинг и Донны Саммер. В видеоклипе нашли отражение сразу три десятилетия - 70-е, 80-е и 90-е. Девушки были одеты в соответствующие наряды и исполняли песню в трех разных местах.[6]
- "Not Giving Up" (с англ. — «Не сдамся»), релиз 04.04.2014, пятый и последний сингл с альбома, занявший 19 место чарта. По словам солисток, песня была выбрана для релиза исходя как из личных симпатий, так и из предпочтений поклонников[7]. В клипе девушки танцуют со светящимися палочками.

## Список композиций
1. What About Us (featuring Sean Paul) — 3:40

2. Disco Love — 3:13

3. Gentleman — 3:40

4. Leave A Light On — 3:36

5. Not Giving Up — 3:03

6. Lease My Love — 3:40

7. 30 Days — 3:04

8. Anywhere With You — 3:16

9. The Problem With Love — 3:38

10. You Don’t Have The Right — 3:43

11. Don’t Let Me Dance Alone — 3:26

12. Somebody Else’s Life — 2:52

### Бонусы Deluxe CD
13. Wildfire — 3:37

14. What About Us (Extended Mix) — 3:51

15. What About Us (featuring Sean Paul) (The Buzz Junkies Radio Edit) — 3:23

16. Gentleman (The Alias Radio Edit) — 3:26

17. Disco Love (Wideboys Radio Edit) — 3:21

18. Not Giving Up (JRMX WeLovePop Radio Edit) — 3:52

## Позиции вчартах
| Чарты (2008)   | Место позиция |
| -------------- | ------------- |
| Великобритания | 10            |
| Ирландия       | 16            |
| Шотландия      | 11            |

## Участники записи
- Фрэнки Сэндфорд
- Уна Хили
- Рошель Вайзмен
- Ванесса Уайт
- Молли Кинг